# 豌豆岭国家军事公园
豌豆岭国家军事公园（英語：Pea Ridge National Military Park）是美国的国家军事公园，位于阿肯色州西北部，靠近密苏里州边界。这个公园保存着南北战争期间1862年3月7日和8日发生的豌豆岭战役的遗址。这场战役以联邦的胜利结束，帮助联邦控制了关键的边境州密苏里州。

## 管理历史

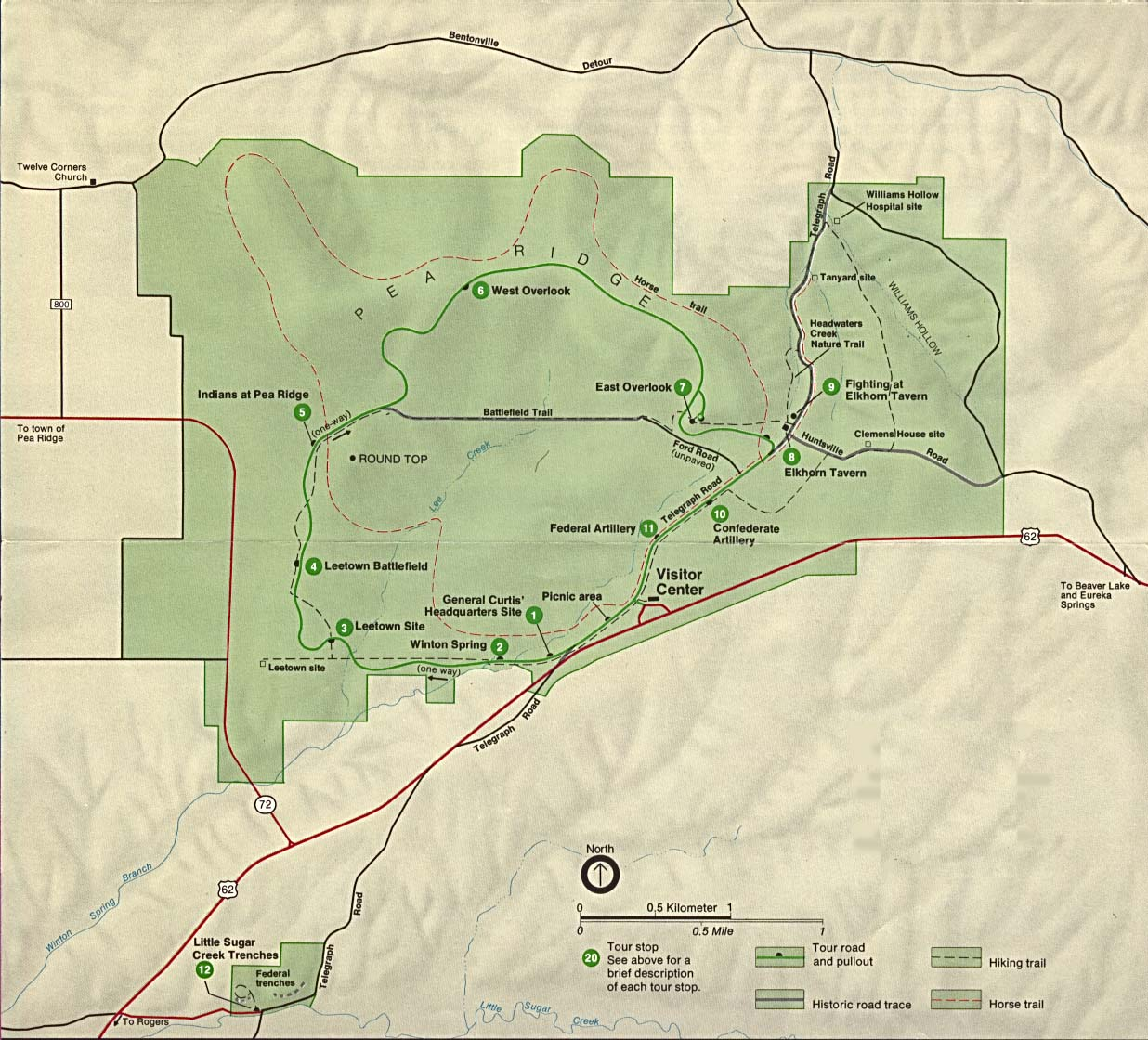
美国国家公园管理局豌豆岭地区地图

总面积4,300英畝（17平方）的豌豆岭国家军事公园是根据1956年的一项国会法案创建的，目的是为了保护1862年豌豆岭战役的战场。1963年，在美国内战一百周年纪念期间，它被确定为国家公园。
1956年，阿肯色州国会代表团提议立法，将豌豆岭列为国家军事公园。这是美国内战战场保护工作的重大突破。当时，根据国家公园管理局的分类制度，只有1英畝（4,000平方）以及一个纪念碑应该得到保护。1956年7月20日，国会通过立法，接受了阿肯色州5,000英畝（20平方）的捐赠土地。
在为公园购买土地的过程中，政府购买或使用了几十个不同规模的农场和住宅的征用权，从几英亩的小土地到大型的温顿溪泉庄园（Winton Springs）。许多房屋和建筑物被卖掉，并从公园中搬走，这包括一些至今仍然屹立在豌豆岭附近的房屋和建筑物。除了历史悠久的鹿角酒馆（Elkhorn Tavern），包括精致的温顿溪泉公馆(Winton Springs Mansion）在内的其他所有残存的建筑都被公园拆除。
早在豌豆岭战场成为公园之前，许多联邦和联邦的退伍军人就参加了几次团聚活动。第一次团聚是在1887年，战役结束25年后。这次团聚不仅仅具有纪念意义，也促进了双方白人士兵之间的愈合。为了纪念联邦和邦联的阵亡将士，退伍军人在战场遗址上树立起第一个纪念碑。历史学家大卫·W·布莱特在他的《种族与重聚》（Race and Reunion）一书中指出，在这样的战后和解中，与被解放的奴隶的现状和未来以及种族正义有关的突出问题被忽视了。这些纪念碑至今仍能在公园内看到。

## 参观公园
该公园被公认为保存最好的内战战场之一。公园有一个游客中心和博物馆，提供有自驾路线、复原的战场、健行步道、战前旧电报路（一部分），一段大约2.5英里（4.0）、切诺基人曾走过的血泪之路，以及重建的曾经是战斗中心的鹿角酒馆（Elkhorn Tavern）。 公园每天上午 8:30 至下午 4:30 开放。

## 照片

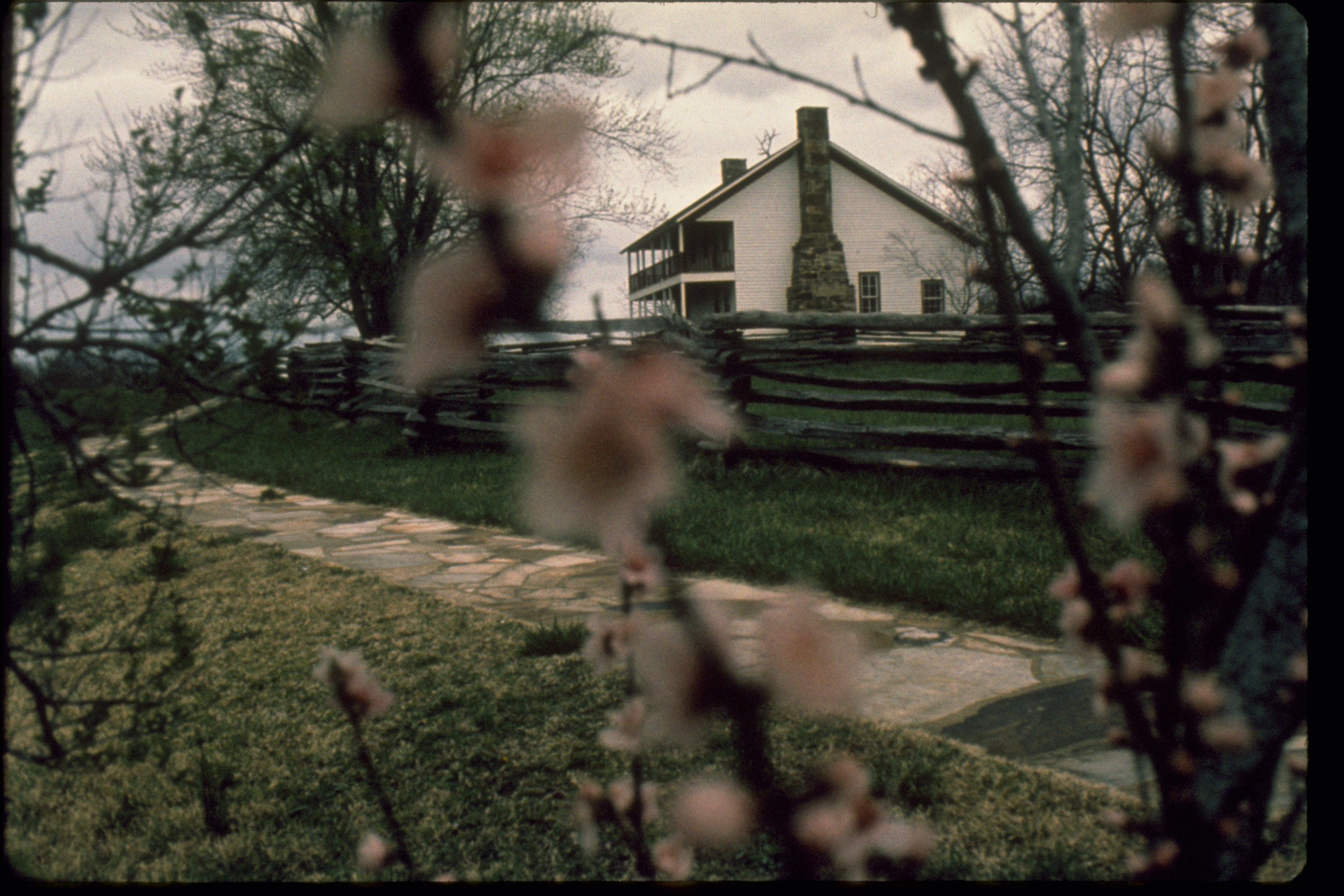
鹿角酒馆（Elkhorn Tavern）
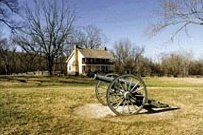
火炮
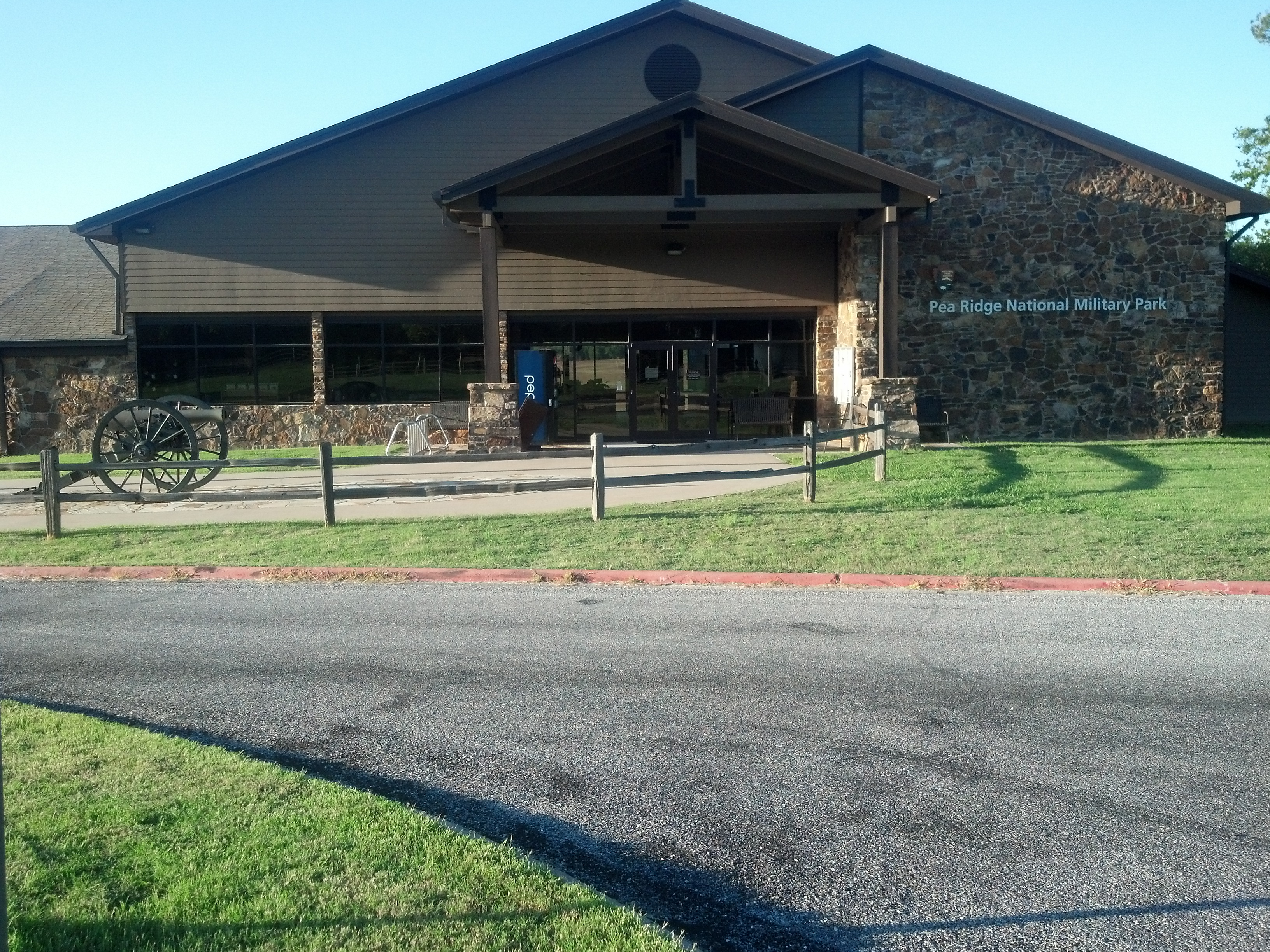
游客中心